# Orthotheca lycopodioides
Orthotheca lycopodioides là một loài rêu trong họ Calymperaceae. Loài này được Sw. ex Brid. Brid. mô tả khoa học đầu tiên năm 1827.